# باتلاق مخروطیان

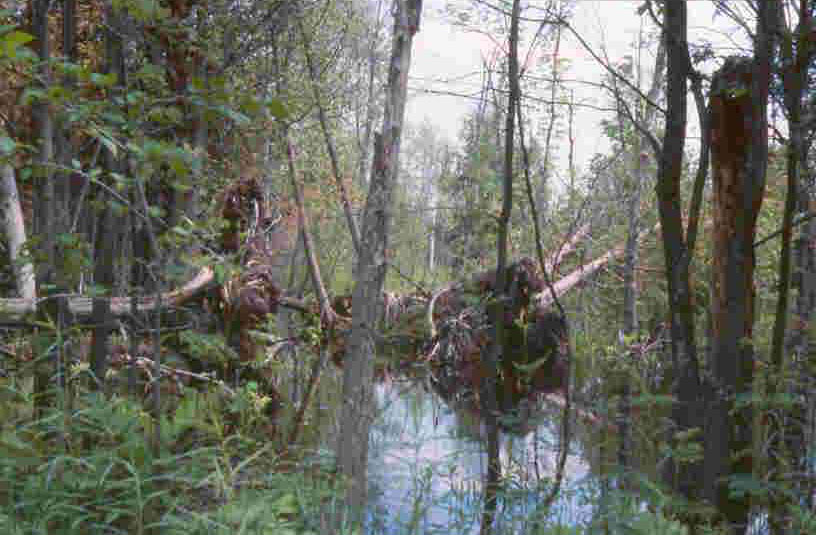
در استریم سوامپ، میشیگان: باتلاق سدر سفید شمالی

باتلاق‌های مخروطی، تالاب‌های جنگلی هستند که درختان غالب آن درختان مخروطی جلگه‌ای مانند سرو سفید شمالی (Thuja occidentalis) هستند. خاک در این مناطق باتلاقی معمولاً در بیشتر فصل رشد اشباع است و گاهی توسط طوفان‌های فصلی یا ذوب برف‌های زمستانی غرقاب می‌شود.
این بستر معمولاً ماهیت آلی دارد و ممکن است دارای پوده در مقادیر مختلف باشد یا کاملاً از گل و لای تشکیل شده باشد. بستر مرداب معمولاً غنی از مواد مغذی و خنثی تا قلیایی است، اما می‌تواند اسیدی و فقیر از مواد مغذی باشد.